# Cabo de Santa Maria (Madagáscar)
O Cabo Santa Maria (em malgaxe: Tanjon' i Vohimena; em francês: Cap Saint-Marie), Cabo Vohimena anteriormente também conhecido como Cabo Romain, é o ponto mais meridional de Madagáscar. Ele está situado na região de Androy , a 42 quilômetros (26 milhas) de Tsiombe . É a localização da Reserva Especial do Cabo Santa Maria, uma reserva natural que ocupa a maior parte do cabo e foi criada em 1962.
No século XVI, foi amplamente usada pelos navegadores portugueses como ponto de orientação nas viagens até à Índia, para atracar de emergência e fazer abastecimentos das naus e para desembarque na Ilha, na altura Ilha de São Lourenço.